# Murray-Davies-Formel
Die Murray-Davies-Formel ist in der Drucktechnik eine Formel zur Berechnung des Tonwerts auf gerasterten Drucken, Filmen und Druckformen.

## Mathematische Beschreibung
Mit Hilfe der Murray-Davies-Formel wird der Tonwert A einer teilweise mit Farbe gedeckten Fläche aus den reflektierten (früher: remittierten) Lichtmengen der teilweise gedeckten (Rasterfläche), der voll gedeckten (Volltonfläche) und der ungedeckten Fläche (Blanko, Papierweiß) ermittelt. Der Tonwert ist ein physikalisches Maß, das heißt, er zeigt an, wie dunkel ein (z. B. gerasterter) Messfleck in Bezug auf einen voll gedeckten Messfleck einem Messgerät oder dem menschlichen Auge erscheint. Sein Wert wird in Prozent der optischen Wirkung des Volltons angegeben. Dabei spielen nicht nur geometrische Gegebenheiten eine Rolle (wie z. B. die Tatsache, dass 50 % der Gesamtfläche mit Farbe bedeckt seien), sondern auch andere, physikalische Effekte wie der Lichtfang. Diese Effekte führen dazu, dass der Tonwert höher ausfällt als der Wert, der sich aus den geometrischen Verhältnissen ergeben würde.
Aus den reflektierten (früher: remittierten) Lichtstrahlen {\displaystyle I_{\text{B}}}  (über Blanko) und {\displaystyle I_{\text{R}}}  (über der Rasterfläche)  berechnet sich der Reflexionsgrad (früher: Remissionsgrad) {\displaystyle \beta _{\text{R}}}  für den Messfleck mit Raster.
{\displaystyle \beta _{\text{R}}={\frac {I_{\text{R}}}{I_{\text{B}}}}}
Entsprechendes gilt für den Reflexionsgrad {\displaystyle \beta _{\text{V}}}  des Volltons.
Für die Murray-Davies-Formel gibt es eine Variante mit Reflexionsgraden:
{\displaystyle A={\frac {1-\beta _{\text{R}}}{1-\beta _{\text{V}}}}\cdot 100\,\%}
Oft werden die optischen („densitometrischen“) Dichten gemessen.
Die optische Dichte {\displaystyle D_{\text{R}}}  des Rasterfleckes wird als logarithmisches Maß definiert:
{\displaystyle D_{\text{R}}=\log {\frac {I_{\text{B}}}{I_{\text{R}}}}=-\log {\beta _{\text{R}}}}
Entsprechendes gilt für die Volltondichte {\displaystyle D_{\text{V}}}.
Die Murray-Davies-Gleichung als Variante mit optischen Dichten lautet:
{\displaystyle A={\frac {1-10^{-D_{\text{R}}}}{1-10^{-D_{\text{V}}}}}\cdot 100\,\%}
Diese Variante findet sich am häufigsten in Literatur und Praxis.
Frühere Publikationen verwendeten anstelle von {\displaystyle A}  das Symbol {\displaystyle F_{\text{D}}}  für „optische Wirkung der Raster-Flächendeckung“. Das verführte dazu, nur die Flächendeckung darin zu sehen. Im Prozess Standard Offset ist deshalb der Tonwert {\displaystyle A}  als maßgeblich gewählt worden.

## Geeignete Messverfahren
Die Messungen werden in der Praxis mit Densitometern oder mit Spektraldensitometern durchgeführt. Ein Densitometer (alte Bauart) misst Lichtströme durch einen Farbfilter und erfasst dadurch weitgehend selektiv die Wirkung von Cyan, Magenta oder Yellow, beziehungsweise Key (Schwarz). Die Messwerte gibt das Densitometer als optische Dichten an, bei Vierfarbdrucken üblicherweise Farbdichten in Werten von 0 bis etwa 3. Moderne Spektraldensitometer messen dagegen die Reflexionen über den gesamten sichtbaren Spektralbereich und berechnen aus dem spektralen Reflexionsgrad die Farbdichte der erkannten Prozessfarbe.
Die messbare Obergrenze, die jeweilige Volltondichte, geht als Bezugswert {\displaystyle D_{\text{V}}}  in die Formel ein. Daher muss das Messgerät zur Bestimmung des Tonwerts erst die Volltondichte und dann Rasterdichte {\displaystyle D_{\text{R}}}  des gleichfarbige Rasterfeldes messen. Messtechnisch betrachtet, ist dies die einfachste Methode, die Lichtströme des Volltonwerts und des Rastertonwerts integral zu erfassen und daraus den Tonwert als Prozentwert zu berechnen.
Eine messtechnische Alternative zur integralen Lichtstromerfassung mit Densitometern ist die Planimetrierung. Dabei bleibt der optische Einfluss des Lichtfangs allerdings unberücksichtigt, so dass auf diese Weise der geometrische Tonwert ermittelt wird, dessen Praxisrelevanz ausschließlich auf die Bestimmung des Tonwertübertragungsverhaltens von Druckformen beschränkt ist. Hierbei wurden früher die hellen und dunklen Flächenanteile unter dem Mikroskop vermessen. Heute kommen Geräte für die geometrische Bildanalyse zur Anwendung – ein digitales Verfahren, bei dem die Software die unterschiedlich hellen Bildpunkte ober- und unterhalb eines Schwellenwerts auszählt.

## Yule-Nielsen-Formel
Weil die Murray-Davies-Formel das physikalische Phänomen des Lichtfangs integral beinhaltet, formelmäßig aber nicht darstellt, veröffentlichten Yule und Nielsen 1951 eine Formel, mit der der Lichtfangeffekt quantifiziert und herausgerechnet werden kann. Diese Formel erweitert bzw. korrigiert die Murray-Davies-Formel um den Lichtfangfaktor {\displaystyle n}, der experimentell bestimmt oder empirisch geschätzt werden muss. Damit ist es möglich, trotz der integralen, also vom Auge wahrgenommenen Flächendeckung bzw. vom Messgerät erfassten Lichtmenge die tatsächliche geometrische Flächendeckung zu ermitteln:
{\displaystyle A={\frac {1-10^{-D_{\text{R}}/n}}{1-10^{-D_{\text{V}}/n}}}\cdot 100\,\%}
Darin schwankt der Lichtfangfaktor {\displaystyle n} (der eigentlich kein Faktor, sondern ein Divisor im exponentiellen Korrekturterm {\displaystyle 1/n}  ist) um den Wert 1. Der mit der Murray-Davies-Formel berechnete Tonwert {\displaystyle A}  verringert sich, wenn n > 1 ist, und nimmt zu, wenn n < 1 ist.
Empirisch ermittelte Beispiele zitiert R. Riedl
n = 1,6 für ein Kunstdruckpapier, 140 g/m²,
n = 2,0 für ein maschinengestrichenes Papier 70 g/m²,
n = 1,70 für Kunstdruckpapier (60L/cm),
n = 1,65 für gestrichenes Papier,
n = 2,70 für ungestrichenes Papier und
n = 2,60 für DuPont Cromalin.
Mit der Verfügbarkeit von Bildanalysegeräten hat die Bestimmung des Lichtfangfaktors und somit die Anwendung der Yule-Nielsen-Formel an Bedeutung verloren. Der Begriff „Yule-Nielsen“ ist aber weiterhin als Synonym für den geometrischen Tonwert gebräuchlich. Wenn kein Druckplattenmessgerät zur Verfügung steht, kann mit einem Spektraldensitometer unter der Yule-Nielsen-Funktion der geometrische Flächendeckungsgrad auf der Offsetdruckplatte ermittelt werden.